# Jožef Derbič
Jožef Derbič, též Josef Derbitsch nebo Derbits (6. března 1808 Šiška – 13. ledna 1884 Lublaň), byl rakouský státní úředník a politik z Kraňska, v 60. letech 19. století poslanec rakouské Říšské rady.

## Biografie
V době svého působení v parlamentu je uváděn jako Josef Derbitsch, okresní hejtman v Kranji. Měl za sebou dlouhou kariéru státního správního úředníka. Od prosince 1849 do roku 1851 zastával post okresního hejtmana v Črnomelju. Ve funkci řešil počátky fungování systému obecní samosprávy i faktickou implementaci zrušení poddanství. V letech 1856–1859 působil jako okresní hejtman v Kranji, pak v letech 1860–1861 znovu v Črnomelju a v období let 1861–1866 a 1868–1882 zase v Kranji. V roce 1882 byl penzionován a císař mu zároveň udělil hodnost vládního rady.
Počátkem 60. let se s obnovou ústavního systému vlády zapojil do vysoké politiky. V zemských volbách v dubnu 1861 byl zvolen na Kraňský zemský sněm za kurii venkovských obcí, obvod Kranj, Škofja Loka, Tržič. Působil také coby poslanec Říšské rady (celostátního parlamentu Rakouského císařství), kam ho delegoval Kraňský zemský sněm roku 1861 (Říšská rada tehdy ještě byla volena nepřímo, coby sbor delegátů zemských sněmů).
Na zemském sněmu se přiklonil k protislovinské (německé) straně. Čelil jako hejtman časté kritice od Slovinců za jeho postoje v jazykových otázkách. V zemských volbách v roce 1878 vystupoval proti slovinskému kandidátovi Karlu Savnikovi v obvodu Škofja Loka. Podle jiného dobového zdroje ale již v roce 1861 naopak podal státnímu ministrovi petici podepsanou tisíci občany požadujícími zavedení slovinského vyučování na národních školách. Petici ovšem podala národnostně smíšená skupina poslanců, v níž figuroval i etnický Němec Johann Brolich nebo Slovinci Lovro Toman či Anton Černe. V roce 1865 je v tisku v rámci popisu politických poměrů v Kraňsku řazen mezi stoupence Auerspergovy strany, stejně jako poslanec Obresa. V téže době ho Národní listy řadily mezi skupinu nevyhraněných poslanců z řad státního úřednictva. Při národnostně vypjatém státoprávním hlasování na sněmu se tehdy zdržel hlasování. List Posel z Prahy ho v lednu 1867 výslovně označil za německého poslance. Kandidoval tehdy opětovně do Kraňského zemského sněmu, ale v obvodu Kranj získal jen 2 hlasy.